# Свята СРСР
У СРСР щорічно святкували День Червоної (радянської) армії (23 лютого) та День Великої Жовтневої соціалістичної революції (7 листопада). У перше свято щорічно демонструвався фільм «Чапаєв», у друге — «Ленін у Жовтні» та «Ленін у 1918 році», де ясно були позначені образи «своїх» (більшовики, народні маси, вихідці з низів) та «чужих» (монархісти, Біла армія, буржуї, представники Антанти). День Жовтневої революції відзначали масовими демонстраціями. На окремих підприємствах та у районах міст формувалися свої колони демонстрантів, що несли червоні прапори та транспаранти, у тому числі портрети засновників держави та її поточних керівників. Участь у цих заходах була обов'язковою, хоча й подавалася як почесний обов'язок, а відмова від участі викликала підозри в антисовіцьких настроях та загрожувала неприємностями.

## Перелік найбільших свят та вихідних днів
У таблиці наведено найбільш вагомі свята. Жирним виділено свята, що зберегли статус неробочих до розпаду СРСР
| Дата                           | Назва                                                                          | Примітки |
| ------------------------------ | ------------------------------------------------------------------------------ | --- |
| 1 січня (неробочий день)       | Новий рік                                                                      | З 1898 є вихідним днем. З 1930 по 1947 р. був робочим днем. |
| 7 січня (день відпочинку)      | Різдво                                                                         | Православне Різдво за юліанським календарем. День був неробочим до 1923 року. |
| 22 січня (неробочий день)      | Кривава неділя                                                                 | Був неробочим днем для вшанування жертв 9 січня. У деяких календарях також відзначався як день пам'яті Леніна, який помер на день раніше. 21 та 22 січня відзначалися чорною рамкою. Скасоване 1951 року. |
| 23 лютого                      | День Радянської Армії та Військово-морського флоту СРСР                        | Відзначалося з 1922 року; до 1949 року називався «День Червоної армії та Флоту». З 1993 року в Росії називається «День захисника Вітчизні». |
| 8 березня (неробочий день)     | Міжнародний жіночий день                                                       | З 1965 року є неробочим днем. |
| 12 березня                     | Повалення самодержав'я                                                         | Свято було приурочене до річниці Лютневої революції та встановлене у 1918 році, але проіснувало недовго. 1929-го його скасували у містах, а 1940 року й у сільській місцевості . |
| 18 березня                     | День Паризької комуни                                                          | Свято було встановлене Леніним, оскільки він вважав Паризьку Комуну першим в історії прикладом диктатури пролетаріату. День був вихідним у 1918—1929 рр., у сільській місцевості до 1940 р. |
| 12 квітня                      | День космонавтики                                                              | День запуску першої людини Юрія Гагаріна у космос у 1961 році. |
| 22 квітня                      | День народження Леніна                                                         | |
| 1, 2 травня (неробочі дні)     | День Інтернаціоналу → День міжнародної солідарності трудящих                   | 1917 року у День міжнародної солідарності робітничого класу було перше відкрите (не підпільне) відзначення робітниками. З 1918 року 1 травня стало офіційним державним святом під назвою «День Інтернаціоналу» та неробочим днем; з 1928 додався неробочий день 2 травня. 1970 року свято перейменовано на «День міжнародної солідарності трудящих».                                                                                                  |
| 9 травня (неробочий день)      | День Перемоги радянського народу у Великій Вітчизняній війні 1941 - 1945 років | Святкується у день капітуляції нацистської Німеччини 1945 року. З 1945 до 1947 року був неробочим днем. Указом від 23 грудня 1947 замість 9 травня неробочим був оголошений день 1 січня. Відновлено як неробочий день 1965 року. |
| 19 травня                      | День піонерії                                                                  | Відзначається з 1922 року, з дня ухвалення рішення створення піонерських організацій. |
| 3 вересня (неробочий день)     | День перемоги СРСР над мілітаристською Японією                                 | Святкувався у день після беззастережної капітуляції мілітаристської Японії 3 вересня 1945 року. З 1945 по 1947 роки був неробочим днем. |
| 7 жовтня (неробочий день)      | День Конституції СРСР                                                          | День ухвалення Конституції СРСР у 1977. З 1978 по 1991 був неробочим днем. |
| 29 жовтня                      | День народження Комсомолу                                                      | Комсомольське об'єднання молоді було здійснено 29 жовтня 1918 року та проіснувало (під різними назвами) до 27 вересня 1991 року. У День народження комсомолу нагороджували найкращих представників ВЛКСМ. Зокрема, саме цього дня вручалася премія Ленінського комсомолу за визначні досягнення у галузі науки, техніки, виробництва, культури, у педагогічній діяльності та праці. Лауреати отримували диплом, нагрудний знак та грошову винагороду. |
| 7 і 8 листопада (неробочі дні) | Роковини Великої Жовтневої соціалістичної революції                            | Свято на честь Жовтневого більшовицького перевороту 1917 року. Відзначалося з 1918 року 7 листопада, а з 1928 року і 8 листопада, до розпаду СРСР. |
| 5 грудня (неробочий день)      | День Конституції СРСР                                                          | День ухвалення сталінської конституції 1936 року. Відзначався у 1936—1976 рр. Після прийняття нової конституції перенесене на 7 жовтня. |
| 25 грудня (день відпочинку)    | Різдво                                                                         | Православне Різдво за новоюліанським календарем. Неробочий день (як спеціальний день відпочинку) у 1923 - 1928 роках (свято перенесено після того, як РПЦ оголосила про перехід на новоюліанський календар, але не повернуто після скасування цього рішення) |

## Професійні та інші свята
| Дата                   | Назва                                                                                            | Примітки                                                                              |
| ---------------------- | ------------------------------------------------------------------------------------------------ | ------------------------------------------------------------------------------------- |
| друга неділя лютого    | День аерофлоту                                                                                   | відзначався до 1988 року, потім приєднаний до Дня повітряного флоту                   |
| третя неділя березня   | День працівників торгівлі, побутового обслуговування населення житлово-комунального господарства |                                                                                       |
| перша неділя квітня    | День геолога                                                                                     |                                                                                       |
| друга неділя квітня    | День військ протиповітряної оборони країни                                                       |                                                                                       |
| третя неділя квітня    | День радянської науки                                                                            |                                                                                       |
| 5 травня               | День преси                                                                                       |                                                                                       |
| 7 травня               | День радіо, свято працівників усіх галузей зв'язку                                               |                                                                                       |
| остання неділя травня  | День хіміка                                                                                      |                                                                                       |
| 28 травня              | День прикордонника                                                                               |                                                                                       |
| перша неділя червня    | День меліоратора                                                                                 | відзначався до 1988 року, потім приєднаний до Дня працівників сільського господарства |
| друга неділя червня    | День працівників легкої промисловості                                                            |                                                                                       |
| третя неділя червня    | День медичного працівника                                                                        |                                                                                       |
| остання субота червня  | День винахідника і раціоналізатора                                                               |                                                                                       |
| остання неділя червня  | День радянської молоді                                                                           |                                                                                       |
| перша неділя липня     | День працівників морського та річкового флоту                                                    |                                                                                       |
| друга неділя липня     | День рибалки                                                                                     |                                                                                       |
| третя неділя липня     | День металурга                                                                                   |                                                                                       |
| остання неділя липня   | День військово-морського флоту СРСР                                                              |                                                                                       |
| остання неділя липня   | День працівників торгівлі                                                                        | відзначався до 1988 року, після чого об'єднаний з Днем працівників ЖКГ                |
| перша неділя серпня    | День залізничника                                                                                |                                                                                       |
| друга субота серпня    | День фізкультурника                                                                              |                                                                                       |
| друга неділя серпня    | День будівельника                                                                                |                                                                                       |
| третя неділя серпня    | День повітряного флоту СРСР                                                                      |                                                                                       |
| остання неділя серпня  | День шахтаря                                                                                     |                                                                                       |
| 27 серпня              | День радянського кіно                                                                            |                                                                                       |
| 1 вересня              | День знань                                                                                       | встановлений у 1984 році                                                              |
| перша неділя вересня   | День працівників нафтової і газової промисловості                                                |                                                                                       |
| друга неділя вересня   | День танкістів                                                                                   |                                                                                       |
| третя неділя вересня   | День працівників лісу                                                                            |                                                                                       |
| остання неділя вересня | День машинобудівника                                                                             |                                                                                       |
| перша неділя жовтня    | День учителя                                                                                     | з 1989 перенесений на 1 вересня                                                       |
| друга неділя жовтня    | День працівників сільського господарства                                                         | відзначався до 1986 року                                                              |
| третя неділя жовтня    | День працівників харчової промисловості                                                          | відзначався до 1986 року                                                              |
| остання неділя жовтня  | День праціників автомобільного транспорту                                                        |                                                                                       |
| 10 листопада           | День радянської міліції                                                                          |                                                                                       |
| третя неділя листопада | День ракетних військ і артилерії                                                                 | До 1988 року відзначався 19 листопада                                                 |
| третя неділя листопада | День працівників сільського господарства і переробної промисловості                              | встановлений у 1986 році з об'єднання двох відповідних свят середини жовтня           |
| третя неділя грудня    | День енергетика                                                                                  | До 1988 року відзначався 22 грудня                                                    |
| 30 грудня              | День утворення Союзу РСР                                                                         |                                                                                       |